# NorthEast United Football Club 2025-2026
Questa voce raccoglie le informazioni riguardanti il NorthEast United nelle competizioni ufficiali della stagione 2025-2026.

## Maglie e sponsor
| Casa | Trasferta |

## Organico

### Rosa
| N. |                   | Ruolo | Calciatore         |
| -- | ----------------- | ----- | ------------------ |
|    | India (bandiera)  | P     | Gurmeet Singh      |
|    | India (bandiera)  | P     | Dipesh Chauhan     |
|    | Spagna (bandiera) | D     | Míchel Zabaco      |
|    | India (bandiera)  | D     | Dinesh Singh       |
|    | India (bandiera)  | D     | Tondonba Singh     |
|    | India (bandiera)  | D     | Asheer Akhtar      |
|    | India (bandiera)  | D     | Sumit Rathi        |
|    | India (bandiera)  | D     | Buanthanglun Samte |
|    | India (bandiera)  | C     | Mayakkannan Muthu  |
|    | India (bandiera)  | C     | Robin Yadav        |
|    | Spagna (bandiera) | C     | José Núñez         |
|    | Spagna (bandiera) | C     | Jairo Samperio     |

| N. |                    | Ruolo | Calciatore             |
| -- | ------------------ | ----- | ---------------------- |
|    | Spagna (bandiera)  | C     | Andy Rodríguez         |
|    | India (bandiera)   | C     | Jithin MS              |
|    | India (bandiera)   | C     | Mohammed Arshaf        |
|    | India (bandiera)   | C     | Bekey Oram             |
|    | India (bandiera)   | A     | Thoi Singh             |
|    | India (bandiera)   | A     | Redeem Tlang           |
|    | India (bandiera)   | A     | Ankith Padmanabhan     |
|    | India (bandiera)   | A     | Parthib Gogoi          |
|    | Spagna (bandiera)  | A     | Guillermo Fernández    |
|    | India (bandiera)   | A     | Lalrinzuala Lalbiaknia |
|    | Marocco (bandiera) | A     | Alaeddine Ajaraie      |
|    | India (bandiera)   | A     | Macarton Louis Nickson |

### Staff tecnico
- Juan Pedro Benali - Allenatore
- Naushad Moosa - Vice allenatore / Direttore tecnico
- Chinmoy Kalita - Responsabile dei kit

## Calciomercato
| Acquisti | Acquisti               | Acquisti  | Acquisti   |
| R.       | Nome                   | da        | Modalità   |
| -------- | ---------------------- | --------- | ---------- |
| D        | Míchel Zabaco          |           |            |
| D        | Dinesh Singh           |           | [ 1 ]      |
| D        | Buanthanglun Samte     |           | [ 2 ]      |
| C        | Bekey Oram             |           | [ 3 ]      |
| C        | Mayakkannan Muthu      |           |            |
| C        | José Núñez             | Antequera | Definitivo |
| C        | Jairo Samperio         |           | Svincolato |
| C        | Andy Rodríguez         |           | Svincolato |
| A        | Lalrinzuala Lalbiaknia | Aizawl    | Definitivo |
| A        | Alaeddine Ajaraie      |           | [ 8 ]      |

| Cessioni | Cessioni              | Cessioni        | Cessioni   |
| R.       | Nome                  | a               | Modalità   |
| -------- | --------------------- | --------------- | ---------- |
| P        | Mirshad Michu         | Diamond Harbour | Definitivo |
| D        | Hamza Regragui        |                 | Svincolato |
| C        | Phalguni Singh        |                 | Svincolato |
| C        | Mohammed Ali Bemammer |                 | Svincolato |
| A        | Néstor Albiach        |                 | Svincolato |

## Risultati

### Indian Super League

#### Andamento in campionato
| Giornata  | 1 | 2 | 3 | 4 | 5 | 6 | 7 | 8 | 9 | 10 | 11 | 12 | 13 | 14 | 15 | 16 | 17 | 18 | 19 | 20 | 21 | 22 | 23 | 24 | 25 | 26 |
| --------- | - | - | - | - | - | - | - | - | - | -- | -- | -- | -- | -- | -- | -- | -- | -- | -- | -- | -- | -- | -- | -- | -- | -- |
| Luogo     |   |   |   |   |   |   |   |   |   |    |    |    |    |    |    |    |    |    |    |    |    |    |    |    |    |    |
| Risultato |   |   |   |   |   |   |   |   |   |    |    |    |    |    |    |    |    |    |    |    |    |    |    |    |    |    |
| Posizione |   |   |   |   |   |   |   |   |   |    |    |    |    |    |    |    |    |    |    |    |    |    |    |    |    |    |

Legenda:

Luogo: C = Casa; T = Trasferta. Risultato: V = Vittoria; N = Pareggio; P = Sconfitta.

### Durand Cup
| Arbitro: | Senthil Nathan S |

|                                          |           |                                            |
| Bekey Oram 24’ (Rig.) Jairo Samperio 78’ | Marcatori | 32’ Manbhakupar Lawphniaw 44’ Danzel Umdor |

| Arbitro: | Senthil Nathan S |

|                                 |           |                          |
| Alaeddine Ajaraie 23’, 29’, 70’ | Marcatori | 88’ Muhammad Amir Faisal |

| Arbitro: | Pratik Mondal |

|                 |           |                           |
| Figo Syndai 81’ | Marcatori | 5’, 83’ Alaeddine Ajaraie |

#### Andamento in campionato
| Giornata  | 1 | 2 | 3 |  |
| --------- | - | - | - |  |
| Luogo     | C | C | T |  |
| Risultato | N | V | V |  |
| Posizione | 2 | 2 | 1 |  |

Legenda:

Luogo: C = Casa; T = Trasferta. Risultato: V = Vittoria; N = Pareggio; P = Sconfitta.

### Quarti di finale
| Arbitro: | Surojit Das |

|  |           |                                                                   |
|  | Marcatori | 29’, 61’ Alaeddine Ajaraie 53’ Andy Rodríguez 90+2’ Parthib Gogoi |

### Semifinali
| Arbitro: | Senthil Nathan (Sub. Lalit Singh Rawat) |

|  |           |                  |
|  | Marcatori | 36’ Redeem Tlang |

### Finale
| Calcutta 23 agosto 2025, ore 14:00 UTC+5:30 | NorthEast Utd | – referto | Diamond Harbour | Salt Lake Stadium |